# Villa Buenos Aires
La Villa Buenos Aires és una obra de Capellades (Anoia) protegida com a Bé Cultural d'Interès Local.

## Descripció
És un edifici de planta rectangular, aïllat i envoltat per un jardí. Es tracta d'una de les poques construccions noucentistes que es conserven a Capellades. Consta de planta semi soterrada, planta baixa i pis. La simetria compositiva de la façana és un dels trets característics i és marcada per la disposició de les obertures, totes en vertical presentant un mateix emmarcament en forma d'arc rebaixat. L'element més notori és el coronament esglaonat que culmina les façanes anterior i posterior. Destaquen també les baranes de ferro forjat presentant un perfil corb.
L'accés a la casa es realitza mitjançant una terrassa i una escala alineades amb l'eix de la portalada i la tanca del solar, i estan delimitades amb balustrades de pedra artificial. La tanca està feta amb sòcol de paredat revestit de peces de pedra, coronat a dues vessants. En les pilastres, coronades amb hídries esfèriques, s'hi recolzen reixes de ferro fos. La portalada és de dues fulles batents de ferro forjat.

## Història
Albert Castellví Torroella va fer construir “Villa Buenos Aires” entre el 1910 i 1911. Castellví, així com algun dels seus germans, emigrà a l'Argentina a finals del segle xix, concretament a la dècada del 1880. Després de realitzar diversos viatges a Catalunya, l'any 1910 decidí empadronar-se a Capellades, moment en què s'iniciaren els tràmits per a la construcció de la seva nova casa.